# Концерт для фортепиано с оркестром № 1 (Щедрин)
Первый концерт для фортепиано с оркестром был написан выдающимся русским советским композитором Родионом Щедриным в 1954 году. В этом произведении композитор впервые в классической музыке вводит частушку — сибирскую «Балалаечка гудит» и известную «Семёновну». Концерт получил неоднозначную оценку представителей музыкальных кругов: большая часть нашла новаторство этого произведения дерзким и необоснованным, а кто-то (композитор предполагает, что Арам Хачатурян) рекомендовал включить сочинение в программу очередного пленума Союза композиторов. Вскоре после исполнения Щедриным фортепианной партии его без подачи заявления приняли в композиторскую организацию.
Концерт написан в четырёх частях общей длительностью около 21 минуты
1. Maestoso con moto
2. Scherzo-toccata
3. Passacalia
4. Finale